# Хибберт, Катрина
Катрина Хибберт (англ. Katrina Hibbert; родилась 29 сентября 1977 года в Мельбурне, штат Виктория, Австралия) — австралийская профессиональная баскетболистка, выступавшая в женской национальной баскетбольной ассоциации и женской национальной баскетбольной лиге. Была выбрана на драфте ВНБА 2000 года в четвёртом раунде под 57-м номером командой «Сиэтл Шторм». Играла на позиции атакующего защитника и лёгкого форварда.
В составе национальной сборной Австралии выиграла чемпионат Океании 2005 года в Новой Зеландии, а также Игры Содружества 2006 года в Мельбурне.

## Ранние годы
Катрина Хибберт родилась 29 сентября 1977 года в городе Мельбурн (штат Виктория).